# Ropica kaszabi
Ropica kaszabi là một loài bọ cánh cứng trong họ Cerambycidae.